# Damaeus mackenziensis
Damaeus mackenziensis är en kvalsterart som först beskrevs av Hammer 1952.  Damaeus mackenziensis ingår i släktet Damaeus och familjen Damaeidae. Inga underarter finns listade i Catalogue of Life.